# エレガアコス
エレガアコス株式会社は、ヘッドフォンを製造する日本の音響機器メーカーである。

## 本社及び技術ラボ所在地
- 東京都大田区上池台5丁目2-10 ヴィラアコス1F

## ブランド
エレガ（ELEGA）である。かつて存在した藤木電器株式会社（大田区上池台）が製造・販売していた音響機器に付与されていた名称 であり、後継社である。 現在のエレガアコス株式会社に引き継がれ、2014年現在、日本国で商標登録されている。販売は有限会社エーブイシーが行っている。